# Jets to Brazil
Jets to Brazil war eine US-amerikanische Band aus New York City. Die Idee zum Namen stammte von Schlagzeuger Chris Daly, der den Schriftzug auf einem Poster in einer Szene des Films Frühstück bei Tiffany sah.

## Geschichte
Blake Schwarzenbach zog nach der Auflösung seiner alten Band Jawbreaker nach New York. Zusammen mit Jeremy Chatelain (vorher bei Handsome) und Chris Daly (vorher bei Texas Is the Reason) gründete er 1997 Jets to Brazil. Bereits im Folgejahr wurde mit Orange Rhyming Dictionary das erste Album veröffentlicht. Es folgten umfangreiche Tourneen durch Amerika und Europa. Im Jahr 2000 verstärkte Brian Maryansky (vorher bei Van Pelt) die Band als zweiter Gitarrist und Schwarzenbach konnte sich (auch live) mehr Keyboard und Piano widmen, was eine entsprechende musikalische Entwicklung zur Folge hatte. Das Folgealbum Four Cornered Night war musikalisch entsprechend harmonischer, relaxter und brachte der Band hervorragende Kritiken und gute Verkaufszahlen. Im Herbst 2002 erschien mit Perfecting Loneliness das letzte Album.
Aus unbekannten Gründen löste sich die Band nach einer US-Tour im Sommer 2003 auf.
Blake Schwarzenbach hat im Herbst 2008 eine neue Band mit dem Namen Thorns of Life gegründet. Im August 2009 gab Blake Schwarzenbach über seinen Facebook-Account bekannt, dass er eine neue Band mit dem Namen Forgetters aus der Taufe gehoben hat.

## Stil
Die Musik von Jets to Brazil kann als eigenwilliger, gitarrenorientierter Indie-Rock bezeichnet werden, der stark von Blake Schwarzenbachs Gesang und Gitarrenmelodien geprägt ist. Die meist 4–6 Minuten langen Songs sind vorwiegend ruhig bis midtempo.

## Diskografie
- 1998: Orange Rhyming Dictionary (Jade Tree)
- 2000: Four Cornered Night (Jade Tree)
- 2002: Perfecting Loneliness (Jade Tree)